# شبه‌گره

این یک مثال از شبه گره واقع در RNA انسان است. دنباله از.

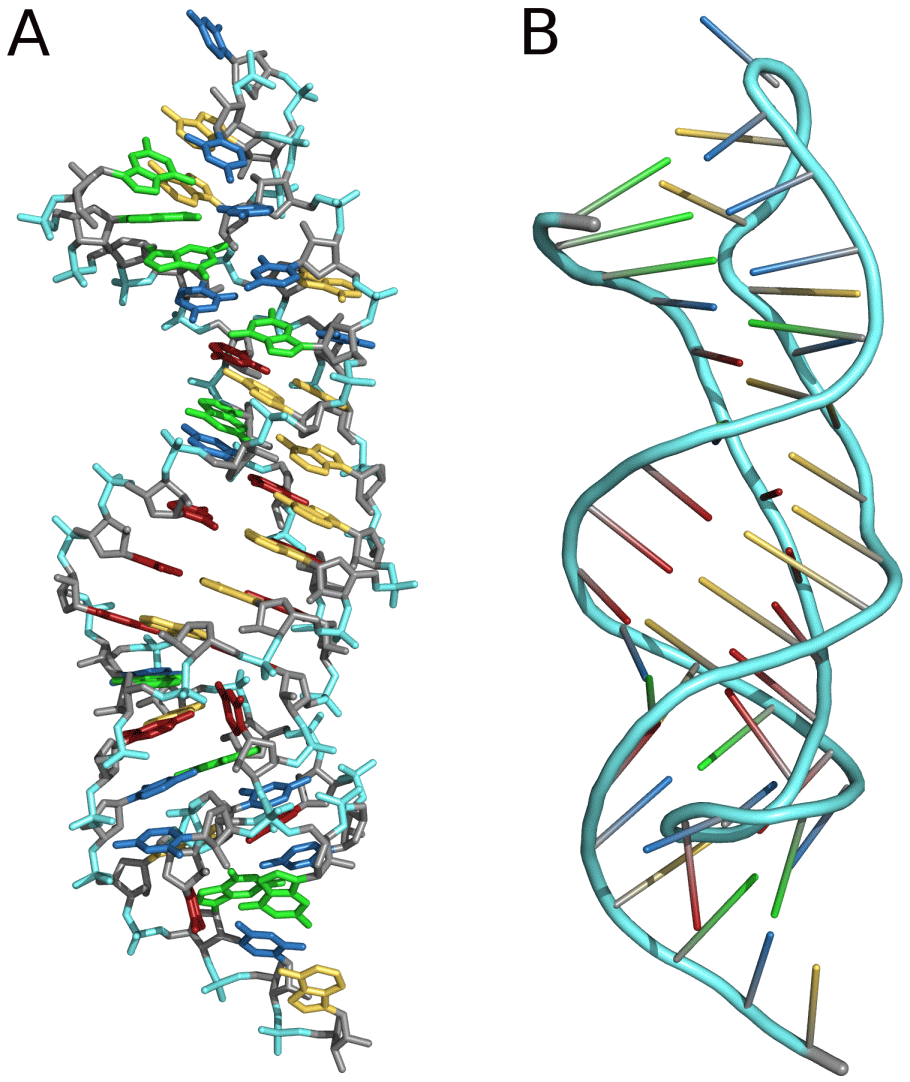
ساختار سوم .RNA تلومراز انسان. backbone. فایل PDB بر مبنای.

یک شبه گره یا pseudoknot یک ساختار دوم اسید نوکلئیک با حداقل دو حلقه دنباله یا stem loop است که در آن بخشی ار یک دنباله (stem) در میان دو بخش از دیگری قرار گرفته‌است. شبه گره اولین بار در سال ۱۹۸۲ در ویروس موزاییک زرد شلغم (turnip yellow mosaic virus) شناسایی شد. شبه گره‌ها به صورت ترکیب سه بعدی گره تا می‌شوند ولی گره های هندسی واقعی نیستند.

## پیش بینی و معرفی
ترکیب ساختاری شبه گره به خاطر حساسیت متن و طبیعت پیچیده با محاسبات بیولوژیکی قابل تشخیص نیست. بازهای جفت شده در شبه گره‌ها تودرتو نیستند، بلکه بازهای جفت شده ای هستند که در آن بخشی از دنباله با بخش دیگر آن هم پوشانی دارند. این موضوع پیش‌بینی وقوع و حضور شبه گره را در دنباله اسیدریبونوکلئیک (RNA) به کمک روش‌های برنامه ریزی پویا (Dynamic Programming)سخت می‌کند، این روش‌ها بر مبنای سیستم امتیاز دهی بازگشتی برای شناسایی بازهای جفت شده عمل می‌کنند و عموماً قدرت تشخیص شبه گره را ندارند. روش‌های جدید بر مبنای گرامرهای تصادفی مستقل از متن (stochastic context-free grammars) نیز مشکل روش‌های قبلی را دارند. روش‌های رایج پیش‌بینی ساختار دوم مانند Mfold و Pfold نیز ساختار شبه گره را تشخیص نمی‌دهند.
امکان تشخیص کلاس‌های محدودی از شبه گره‌ها به کمک روش‌های برنامه‌ریزی پویا وجو دارد، اما این روش‌ها دقیق نیستند و از لحاظ پیچیدگی محاسباتی بدتر از الگوریتم‌های با عدم تشخیص شبه گره هستند. . مسئله پیش‌بینی ساختار دوم با کمترین انرژی آزاد یک مسئله ان‌پی کامل است.

## مفهوم زیستی
برخی از پردازش‌های زیستی مهم به مولکول اسید ریبونوکلئیک (RNA) تکیه دارند و این مولکول از شبه گره‌ها تشکیل شده‌است. برای مثال مولفه اسید ریبونوکلئیک تلومراز (Telomerase RNA component) شامل یک شبه گره است که نقش آن بر عهده دارد. برخی از ویروس‌ها از ساختار شبه گره استفاده می‌کنند تا الگویی مانند tRNA به خود بگیرند و بتوانند به سلول میزبان نفوذ کنند. نواحی شبه گره در Rnase P از مناطق کلیدی در کل تکامل است.
مولکول اسید ریبونوکلئیک (RNA) در ساختار سوم خود تعداد قابل توجهی شبه گره دارد.